# Mitnagdim
Mitnagdim ou misnagdim (em hebraico: מתנגדים, "oponentes") é um tipo ortodoxo de judaísmo, que baseia suas leis geralmente nas decisões encontradas no Talmude e rejeita o misticismo do hassidismo. No século XVIII, opuseram-se ao surgimento do judaísmo hassídico — movimento de reação contra o judaísmo "acadêmico" da época, surgido na Europa Oriental (Bielorrússia e Ucrânia), sob a liderança do Israel ben Eliezer, um rabino que funcionava como uma espécie de curandeiro e xamã conhecido como Baal Shem Tov. 
Os grupos religiosos que adotam as práticas dos primeiros mitnagdim continuam a ser referidos sob essa denominação, embora a oposição aos hassidim tenha se tornado muito tênue. Os mitnagdim são também referidos como "corrente lituana", pois os yeshivot (academias religiosas) dessa corrente foram particularmente influentes na Lituânia, ao longo do século XIX e no início do século XX.